# 송림수제화
송림수제화는 서울에 있는 역사적인 제화 사업체이다. 1936년에 설립되었으며, 이후 가족 기업으로 남아있다. 현재 3대째 운영되고 있다. 오래가게와 서울미래유산으로 지정되어 있다.
이 회사는 일제강점기인 1936년 송림화점으로 설립되었다. 설립 이후 같은 장소에 남아있다. 설립자는 이규석이었다. 이규석은 27세에 다른 구두점(상동양화점)에서 제화를 배웠고, 그 가게를 떠난 후 송림수제화를 열었다. 1995년에 이규석은 사업을 조카 임효성)에게 넘겨주었다. 임효성은 2019년까지 사업을 운영한 임명형에게 사업을 넘겼다. 임명형은 1988년부터 가게에서 일했다. 군 복무 당시에는 자신과 동료들의 군화를 수선하기도 했다.
1950년에서 1953년 6.25 전쟁 무렵, 이 사업은 등산화 전문으로 바뀌었다. 영국군 군화를 바탕으로 디자인하여 대중에게 판매하기 시작했다. 1977년 산악인 고상돈은 안나푸르나 등반 시 송림 수제화를 착용했다. 1995년 탐험가 허영호는 남극과 북극 횡단 시 송림 수제화를 착용했다. 김영삼 전 대한민국 대통령은 이 가게의 고객이었다고 한다.

## 같이 보기
- 오래가게